# 폐지된 군주제
역사를 통해서, 군주제(君主制)는 쿠데타나 내전, 전쟁, 혁명 등을 통해서 폐지되어 왔다.
19세기에는 아프리카의 몇몇 왕국들이 유럽 국가에게 점령당해 식민지화가 되면서 군주제가 폐지되었으며 20세기 들어서 독일, 오스트리아-헝가리, 러시아, 튀르키예 등은 제1차 세계 대전 이후에 군주제가 폐지되었고, 이탈리아, 불가리아, 루마니아, 유고슬라비아, 알바니아 등은 제2차 세계 대전 이후에 군주제가 폐지되었다.
1918년 핀란드와 리투아니아에서는 군주제가 계획되었으나, 독일이 제1차 세계 대전에서 패전하자 무산되었다. 체코슬로바키아 역시 보헤미아 왕국이란 이름으로, 오스트리아와 동군연합을 맺는 국가로 독립하려 했으나, 오스트리아가 1차 대전에서 패전하자 무산되었다. 아시아에서도 오스만 제국의 지배를 받고 있었던 시리아가 제1차 세계 대전이 끝나고 시리아 아랍 왕국이라는 국명으로 독립을 선언했다. 그러나 프랑스가 위임 통치를 하게 되면서 무산되고, 다시 프랑스로부터 독립을 하면서 공화정을 채택했다.
과거 영국의 지배를 받던 나라들은 영국으로부터 독립 이후 군주제를 폐지했다. 아일랜드는 1920년대에 영국에서 독립하였으나 1948년에 공화정이 되었다. 군주제가 폐지된 가장 최근의 예는 2008년 폐지를 선언한 나라인 네팔과 2021년 영연방을 탈퇴한 나라인 바베이도스이다.

## 19세기에 군주제가 폐지된 나라
- 파르마 공국, 1859년 (사르데냐 왕국에 합병)
- 토스카나 대공국, 1860년 (사르데냐 왕국에 합병)
- 양시칠리아 왕국, 1860년 (사르데냐 왕국에 합병)
- 모데나 공국, 1860년 (사르데냐 왕국에 합병)
- 하노버, 1866년 (프로이센에 합병)
- 헤센-카셀, 1866년 (프로이센에 합병)
- 헤센-홈부르크, 1866년 (프로이센에 합병)
- 나사우, 1866년 (프로이센에 합병)
- 멕시코, 1867년 (쿠데타)
- 프랑스 (보나파르트 왕조), 1870년
- 타히티 제도, 1880년~1888년 (프랑스에 의한 식민지화)
- 미얀마 (꼰바웅 왕조), 1886년 (영국에 의한 식민지화)
- 브라질, 1889년 (쿠데타)
- 하와이 왕국, 1893년 (쿠데타 및 미국에 의한 식민지화)
- 메리나 왕국, 1895년 (프랑스에 의한 식민지화)

## 20세기에 군주제가 폐지된 나라
- 대한제국, 1910년 (일본 제국에 강제 합병, 1919년 고종 황제의 승하 이후 공화주의 담론이 일반화되었으며, 임시정부 또한 공화제를 채택했다. 1945년 일제의 패망 후 대한민국 임시정부를 지지한 사람이든 북측의 공산주의자든 상관없이 공화정 건국을 지지하면서 대한민국이 수립되고, 일부 공산주의자들은 따로 조선민주주의인민공화국을 수립하며 군주제 폐지)
- 포르투갈 왕국, 1910년 (1910년 10월 5일 혁명으로 인해 군주제 폐지)
- 청나라, 1912년 (신해혁명)
- 러시아 제국, 1917년 (러시아 혁명)
- 몬테네그로 왕국, 1918년 (세르비아에 합병)
- 독일 제국, 1918년 (패전)
  -  프로이센 왕국, 1918년 (패전)
  -  바이에른 왕국, 1918년 (패전)
  -  작센 왕국, 1918년 (패전)
  -  뷔르템베르크 왕국, 1918년 (패전)
  -  바덴 대공국, 1918년 (패전)
  -  헤센 대공국, 1918년 (패전)
  -  올덴부르크 대공국, 1918년 (패전)
  -  메클렌부르크슈베린 대공국, 1918년 (패전)
  -  메클렌부르크슈트렐리츠 대공국, 1918년 (패전)
  -  작센바이마르아이제나흐 대공국, 1918년 (패전)
  -  안할트 공국, 1918년 (패전)
  -  브라운슈바이크 공국, 1918년 (패전)
  -  작센알텐부르크 공국, 1918년 (패전)
  -  작센마이닝겐 공국, 1918년 (패전)
  -  작센코부르크고타 공국, 1918년 (패전)
  -  리페 후국, 1918년 (패전)
  -  샤움부르크리페 후국, 1918년 (패전)
  -  발데크피르몬트 후국, 1918년 (패전)
  -  로이스그라이 후국, 1918년 (패전)
  -  로이스게라 후국, 1918년 (패전)
  -  슈바르츠부르크존더샤우 후국, 1918년 (패전)
  -  슈바르츠부르크루돌슈타트 후국, 1918년 (패전)
- 오스트리아-헝가리, 1918년 (패전)
- 헝가리, 1918년 (1918년 베르사유 조약 체결 이후 국왕이 없이 1920년에 왕정이 부활하였으며, 호르티 미클로시가 섭정이 됨. 이후 공산화가 되어 왕정 폐지)
- 핀란드, 1918년 (실효 없음)
- 리투아니아, 1918년 (실효 없음)
- 폴란드, 1918년 (실효 없음)
- 체코슬로바키아, 1918년 (실효 없음)
- 오스만 제국, 1922년 (그리스-튀르키예 전쟁을 계기로 1922년에 튀르키예 공화국으로 대체되었고 칼리프 제도는 1924년에 폐지)
- 히바 칸국, 1920년 (혁명으로 인해 붕괴)
- 아일랜드, 1937년 (영연방 왕국에서 이탈)
- 몽골, 1922년 (공산화로 인해 신정 정치 제도가 붕괴)
- 유고슬라비아 왕국, 1941년 (나치 독일의 침공 이후, 일시적으로 분열후 공산화)
- 아이슬란드, 1944년 (1918년부터 덴마크와 동군연합이었음. 이후, 나치 독일에 의해 덴마크가 점령된 뒤, 동군연합 강제 해체)
- 만주국, 1945년 (패전)
- 남베트남 (응우옌 왕조), 1945년 (일본 제국의 패망 후, 베트남 공화국 수립)
- 이탈리아 왕국, 1946년 (국민투표를 통해 군주제 폐지)
- 알바니아, 1946년 (공산화)
- 루마니아 왕국, 1947년 (소련에 의해 군주제 폐지)
- 불가리아 왕국, 1947년 (소련에 의해 군주제 폐지)
- 하이데라바드 왕국, 1948년 (인도에 병합)
- 인도 제국, 1950년 (영연방 왕국에서 이탈)
- 티베트, 1950년 (중화인민공화국의 침공, 합병)
- 이집트 왕국, 1953년 (쿠데타)
- 파키스탄, 1956년 (영연방 왕국에서 이탈. 이후, 국내 토후국들도 차례로 왕정 폐지)
- 튀니지, 1957년 (왕실 혈통의 단절 이후 공화국 선언)
- 이라크, 1958년 (쿠데타)
- 남아프리카 연방‏‎, 1961년 (영연방 왕국에서 이탈)
- 르완다, 1961년 (쿠데타)
- 예멘, 1962년 (내전으로 왕정 붕괴)
- 케냐, 1962년 (영연방 왕국에서 이탈)
- 나이지리아, 1962년 (영연방 왕국에서 이탈)
- 우간다, 1962년 (영연방 왕국에서 이탈)
- 잔지바르, 1964년 (군사 쿠데타로 군주제 폐지)
- 부룬디, 1966년 (군사 쿠데타로 군주제 폐지)
- 말라위, 1966년 (영연방 왕국에서 이탈)
- 몰디브, 1968년 (영연방 왕국에서 이탈)
- 리비아, 1969년 (군사 쿠데타로 군주제 폐지)
- 감비아, 1971년 (영연방 왕국에서 이탈)
- 가이아나, 1971년 (영연방 왕국에서 이탈)
- 시에라리온, 1971년 (영연방 왕국에서 이탈)
- 실론, 1972년 (영연방 왕국에서 이탈)
- 아프가니스탄 왕국, 1973년 (공산 쿠데타)
- 그리스 왕국, 1973년 (국민투표를 통해 군주제 폐지)
- 에티오피아 제국, 1974년 (공산 쿠데타)
- 몰타, 1974년 (영연방 왕국에서 이탈)
- 라오스 왕국, 1975년 (공산 정권 수립)
- 시킴, 1975년 (인도에 병합)
- 트리니다드 토바고, 1976년 (영연방 왕국에서 이탈)
- 이란, 1979년 (이란 혁명으로 팔라비 왕조 붕괴)
- 중앙아프리카 공화국, 1979년 (쿠데타)
- 피지, 1987년 (영연방 왕국에서 이탈)
- 모리셔스, 1992년 (영연방 왕국에서 이탈)

## 21세기에 군주제를 폐지한 나라
- 네팔, 2007년 (국민투표를 통해 군주제 폐지)
- 바베이도스, 2021년 (영연방 왕국에서 이탈)

## 폐지된 군주제가 복고된 나라
- 영국, 1649년 폐지, 1660년 부활
- 그리스 왕국, 1924년 폐지, 1935년 부활, 1973년 재폐지
- 스페인, 1931년 폐지, 1975년 부활
- 캄보디아, 1960년 폐지, 1993년 부활
- 우간다,  중앙 정부가 공화정이지만 각 지방의 몇몇 왕국들은 1967년에 폐지되고 1993년에 다시 부활했다.

## 군주제 부활 혹은 폐지의 움직임이 있었으나 무산된 나라
- 브라질에서는 1990년대에 군주제 부활 움직임이 있었으나 실패하였다.[1]
- 알바니아에서는 1997년에 군주제 부활 여부를 묻는 국민투표가 실시되었으나 1:2로 부결되었다.
- 오스트레일리아에서는 1999년에 군주제의 폐지를 묻는 국민투표가 실시되었으나 캔버라시를 제외한 모든 시에서 군주제 폐지를 반대하였다.

## 같이 보기
- 민주화